# Voúla
Voúla är en kommunhuvudort i Grekland.   Den ligger i prefekturen Nomarchía Anatolikís Attikís och regionen Attika, i den sydöstra delen av landet, 16 km söder om huvudstaden Aten. Voúla ligger 54 meter över havet och antalet invånare är 28 364.
Terrängen runt Voúla är platt åt sydväst, men åt nordost är den kuperad. Havet är nära Voúla åt sydväst.  Närmaste större samhälle är Aten, 16,1 km norr om Voúla. 